# Dedinszky Gizella
Dedinszky Gizella (Jaska, 1897. december 25. – Devon (megye), Anglia, 1969.) író, irodalomtörténész, az irodalomtudomány doktora.

## Élete és munkássága
1916-tól a Magyar királyi állami Erzsébet Nőiskola tanulója a nyelv- és történettudományi szakcsoportban. 1925–1926-ban egy évig az amerikai Wesley College-ban folytatott egyetemi tanulmányokat, majd 1929-től polgári iskolai tanári munkája mellett folytatta egyetemi tanulmányait.
1932-ben védte meg „Petőfi és Burns” című doktori értekezését a Pázmány Péter Tudományegyetemen. Az értekezés kritikai recenziója Szinnyei Ferenc tollából jelent meg.
Az első nők között volt, aki az irodalomtudomány körében szerzett doktori címet. Aktív szerepet vállalt a Magyar Asszonyok Nemzeti Szövetségében és rendszeresen publikált irodalmi művekről, színdarabokról szóló ismertetőket, mint a színházi rovat vezetője a Magyar Női Szemle című újságban, amely a magas szellemi végzettséget szerzett nők lapjaként működött. 1932-ben az Egyetemet és Főiskolát Végzett Magyar Nők Egyesülete titkárává választották, 1938-ban az egyesület főpénztárosa, 1940-től külügyi vezetője volt. Ő képviselte a magyar szervezetet az 1938-ban Stockholmban rendezett "Egyetemet végzett nők konferenciáján". A stockholmi konferenciát megelőzően Angliában és Dániában előadást tartott a magyar nők kulturális helyzetéről. 1939-től a Magyar Soroptimista Egyesület igazgató tanácsának tagja.
Érdekesség, hogy akkoriban minden doktori címet szerzett nőt „orvosnőnek” neveztek, és annak ellenére, hogy ő irodalomtudományból szerzett doktorátust, a Magyar Orvosok Nemzeti Egyesületének női tagjaként mondott beszédet dr. Hugonnay Vilma sírjánál.
Doktori értekezése megtalálható a Magyar Elektronikus Könyvtárban, a Washingtoni Kongresszusi Könyvtárban, a British Múzeum, valamint a Michigani Állami Egyetem könyvtárában is. Számos olyan magyar és angol publikáció és doktori értekezés hivatkozik erre a műre, amely az angol és a magyar irodalom kapcsolatát érinti.
Az 1930-as évek második felében rendszeres műsora volt az akkori Magyar Rádióban, ahol egy angol irodalomról és angliai érdekességekről szóló műsort vezetett. Babits Mihály „Az európai irodalom története” és Szerb Antal „A világirodalom története” című műveikben is az ő ismertetéseit használják fel az angol, és főként a skót irodalom ismertetése során. Művét még részletesen ismerteti az 1980 után megjelent, László Marx által jegyzett „Robert Burns in Hungary” című könyv, amely az „English Language and Literature Commons” című sorozat részét képezi.
1920–1945 között a skót misszió Református Egyház Skót elemi és polgári leányiskolájában tanított, mint okleveles tanítónő. Az 1926-os tanávtől visszatért az iskolába, ahol bibliatörténetet, irodalmat és földrajzot tanított, rendkívüli tárgyként oktatta haladóknak az angolt, és éveken át vezette az iskola abban az időben neves énekkarát. Több jelentős fellépésük volt a Zeneakadémián, amelyek a rádióban is elhangzottak. A Máté-passió zenekari előadásában a Budapesti Hangversenyzenekarral léptek fel, és szereplésükről a kor zenekritikusa a „legőszintébb dicséret” hangján írt. A műsor 1938. április 14-én 19.10-től egyenes adásban hangzott el a Budapest I. rádióban. A Máté passiót a Budapesti Ének- és Zenekar Egyesület Lichtenberg Emil vezényletével a Skót leányiskola növendékkara részvételével 1943-ban is előadta a Zeneakadémián. A szólókat Pataky Kálmán, Báthy Anna, Basilides Mária, Tibor Zoltán és Kálmán Oszkár énekelték, az orgonaszólót Zalánfy Aladár, a zongoraszólót Kósa György, a hegedűszólót Garay György játszotta. 1944-ben Händel Jephta oratóriumát adták elő. 1935-től a kereskedelmi szaktanfolyam főnöke, valamint az önképzőkör tanárelnöke volt. 1932-től a skót misszió Nőszövetségét vezette.
Dedinszky Gizella testvéréhez, Izabellához hasonlóan a háborút követően külföldre távozott, és Angliában telepedett le. A „The London Gazette” címet viselő hivatalos állami közlöny 1963. évi 1. számából megtudható, hogy „Dedinszky, Gizella, Lecturer and Teacher, „Morningside”, Long Lane, Saldon, Devon című lakos” 1962. november 5-én angol állampolgárságot kapott. 1969-ben hunyt el.

## Könyvei
- Petőfi és Burns (Dissz.) Bp. 1932. Sárkány ny. 63 l. – 23 cm. / A Királyi Magyar Pázmány Péter Tudományegyetem Angol Philologiai Intézetének kiadványai 8./

## Egyéb publikációi
- Vidám est Amerikában, Magyar Lányok, 1926. január-december, XXXII. évf. 1-36. szám[32]
- Az amerikai háztartás, 1926. április 27. 94. szám, 6. oldal[33]
- A Magyar Asszony, 1927. október,  Magyar Asszonyok Nemzeti Szövetsége Értesítője, VII. évfolyam, 10. szám[34]
- Petőfi költeményei angolul, Magyar Női Szemle, 1938. 42-43. oldal (ismerteti: Irodalomtörténeti Repertórium, 323. oldal)[35]

Az Irodalomtörténeti Közlemények, 1941. 51. évf. 2. füzet alapján:
- Beczássy Judith. Oblomov. Színmű 3 ív. Goncsarov regényének felhasználásával. Vígszínház, 1940 jan. 27-én. — Ismerteti Dedinszky Gizella. Magyar Női Szemle. 67. oldal
- Bibó Lajos, Sasfészek, Színmű 3. fv. Nemzeti Színház, 1940 febr. 3-án. – Ismerteti Dedinszky Gizella. Magyar Női Szemle. 68. oldal[36]
- Bókay János, Feleség. Vígj. 3 fv. Nemzeti Kamara Színháza, 1939 nov. 8 – Ismerteti Dedinszky Gizella. Magyar Női Szemle. 34. oldal
- Galamb Sándor, Első diadal. Színmű 3 fv. Nemzeti Színház, 1940. febr. 25-én – Ismerteti Dedinszky Gizella. Magyar Női Szemle. 68. oldal

Az Irodalomtörténeti Közlemények, 1941. 51. évf. 3. füzet  alapján:
- Matolcsy Andor, Illetlenség. Társadalmi szatíra 3 ív. Belvárosi Színház, 1940. febr. 3-án – Ismerteti Dedinszky Gizella. Magyar Női Szemle. 68. oldal
- Németh László, Papucshős, Színjáték, Nemzeti Színház  – Ismerteti Dedinszky Gizella. Magyar Női Szemle. 1940. jan-febr. 1-2. szám, 34. oldal[37]